# Pycreus plicatus
Pycreus plicatus är en halvgräsart som beskrevs av Ethirajalu Govindarajalu. Pycreus plicatus ingår i släktet Pycreus och familjen halvgräs. Inga underarter finns listade i Catalogue of Life.